# Wonderland (musical)
Wonderland: A New Alice, abans anomenat Wonderland: Alice's New Musical Adventure, és un musical amb llibret de Jack Murphy i Gregory Boyd, lletra de Murphy i música de Frank Wildhorn. La història, una versió contemporània de les novel·les Alice's Adventures in Wonderland (1865) i Through the Looking-Glass de Lewis Carroll, està ambientada a la ciutat de Nova York i se centra en l'escriptora Alice Cornwinkle i la seva filla Chloe, de 10 anys.
Després de diversos tallers i produccions del musical a Tampa, Florida i Houston, Texas, l'espectacle es va estrenar a Broadway el 17 d'abril de 2011, tancant un mes després, el 15 de maig de 2011.

## Principals produccions

### Tallers i lectures preliminars
Frank Wildhorn i Jack Murphy havien col·laborat anteriorment a The Civil War, Waiting For The Moon, The Count of Monte Cristo, i el musical sense produir Havana, i han escrit cançons per a Linda Eder. Gregory Boyd ha dirigit produccions de Svengali de Wildhorn (del qual va escriure la lletra), Jekyll & Hyde i The Civil War (pel qual va contribuir amb lletres i diàlegs amb Murphy).
Wonderland és la primera producció muntada pel Broadway Genesis Project, l'objectiu del qual és ajudar a crear noves obres teatrals específicament per al mercat de Tampa Bay, després de les quals es poden presentar en altres centres d'arts escèniques o traslladar-se a Broadway.
Wildhorn va començar a treballar en el projecte a finals de la dècada de 1990. Inicialment va concebre una Alícia semblant a la del llargmetratge d'animació de Disney de 1951 i va imaginar la seu llavors parella, Brandi Burkhardt, en el paper principal, però a mesura que passava el temps, els dos van acabar amb el seu compromís i el paper semblava passar a un altre protagonista de Wildhorn Lauren Kennedy. El 2005, Wildhorn va anunciar que el musical s'estrenaria el 2006 a Europa, però això no va passar. L'espectacle es va fer un taller protagonitzat per Burkhardt en el paper principal a Tampa el 2007, amb una presentació de quatre cançons (aquestes encara apareixen al programa d'alguna forma). Aleshores, el projecte es va centrar en els guions i TBPAC va acceptar que l'espectacle fos el seu primer projecte.
L'estiu de 2007, en un "Wildhorn & Fce More I Can See", amb orquestra, i Wildhorn van anunciar que l'espectacle s'estrenaria a Tampa el 2009. El projecte va tenir la seva primera lectura a Manhattan el 20 de març, 2009. Va comptar amb Lauren Kennedy com Alice, Julie Brooks com Chloe, Nikki Snelson com el Barreter Boig i Julia Murney com la Reina.

### Tampa i Houston (2009–2010)
Gregory Boyd va ser escollit per dirigir la producció, Marguerite Derricks va ser escollida per a la coreografia, els dissenys d'escenografia van ser de Neil Patel, els dissenys de vestuari van ser de Susan Hilferty i els dissenys d'il·luminació van ser de Paul Gallo. L'abril de 2009 es van fer audicions a Manhattan i al que llavors era el Tampa Bay Performing Arts Center. El càsting es va completar a l'agost. El repartiment incloïa Janet Dacal com a Alice, Karen Mason com a Reina de Cors, Nikki Snelson com a Sombrerer Boig, Eugene Fleming com a Caterpillar, Jose Llana com El Gato, Edward Staudenmayer com a Conill Blanc, Darren Ritchie com a Jack/White Knight i Julie Brooks com a Chloe. L'equip creatiu també va incloure el dissenyador de projeccions Sven Ortel. Els assajos van començar el 12 d'octubre de 2009.
Wonderland va començar les preestrenes el 24 de novembre de 2009 i es va obrir el 5 de desembre al Ferguson Hall del David A. Straz Jr. Center for the Performing Arts a Tampa, on es va desenvolupar fins al 3 de gener de 2010. El musical es va traslladar a continuació al Alley Theatre, Houston, començant en preestrenes el 15 de gener de 2010 i estrenant-se el 20 de gener, fins al 14 de febrer. El pressupost del musical va ser de 3,3 milions de dòlars. Segons un informe de Straz Center, "l'impacte econòmic local estimat... és de més de 8,1 milions de dòlars", i va assenyalar que "es van afectar prop de 750 llocs de treball a temps complet i parcial". L'espectacle va tenir el 96% de la capacitat a Tampa.
La producció es va traslladar a Houston, estrenant-se el 20 de gener de 2010 a l'Alley Theatre, amb preestrenes a partir del 15 de gener. Es va tancar el 14 de febrer de 2010. El llibre va ser reescrit després del compromís de Tampa. En el moment de l'estrena de Houston, Boyd va dir: "El llibre que tenim ara és força diferent del llibre que es va obrir a Tampa. I estem introduint més canvis, incloses quatre cançons noves". La productora Judy Lisi va parlar de les decisions que s'estan prenent sobre el següent pas de l'espectacle: "Té sentit fer una gira primer? Té sentit portar-lo (a Broadway)? Realment vull veure fins on arribem a Houston. capaç de determinar la següent etapa del desenvolupament."

### Tampa (2011)
El musical va tornar en un compromís anterior a Broadway al Ferguson Hall al Straz Center de Tampa, amb actuacions del 5 al 16 de gener de 2011.
L'espectacle tenia un nou subtítol: Wonderland: A New Alice. A New Musical i el llibre es va reescriure dràsticament, els papers de l'eruga, la Chloe i el barret boig van ser reformulats (amb E. Clayton Cornelius, Carly Rose Sonenclar i Kate Shindle), es va afegir el personatge de Morris, la Llebre de març, i es va eliminar un personatge (Jabberwock). La partitura revisada va incloure moltes de les cançons noves de la producció de Houston de 2010, a més de tornar a implementar la cançó "Don't Wanna Fall in Love", i afegir-ne dues més.

### Broadway (2011)
El musical es va estrenar a Broadway al Marquis Theatre el 17 d'abril de 2011, amb preestrenes a partir del 21 de març. El repartiment incloïa Janet Dacal com Alice, Darren Ritchie com White Knight i Jack/Lewis Carroll, Jose Llana com El Gato, Karen Mason com la Reina de cors, Kate Shindle com el Barreter boig, Carly Rose Sonenclar com a Chloe i Edward Staudenmayer com el Conill blanc. Tituss Burgess va ser originalment presentat com a Caterpillar, però més tard va ser substituït per E. Clayton Cornelious.
Ho dirigí en Boyd, amb Derricks a la coreografia i l'equip de disseny és el mateix, excepte per la incorporació del dissenyador de so Peter Hylenski.
El 6 de febrer, es va informar que el musical tenia 10 milions de dòlars per sota dels seus 14 milions de capitalització. Els productors, però, van anunciar que "L'espectacle està a punt i estem molt emocionats amb el treball que es va fer a Florida". El New York Post va informar que diversos productors volien aportar ajuda addicional. Els holandesos van contractar Scott Ellis per tornar a posar en escena el musical i Rupert Holmes per ajudar a donar forma al llibre. Després de crítiques negatives, la producció va tancar el 15 de maig de 2011, després de 31 previsualitzacions i 33 actuacions.
Masterworks Broadway va llançar una gravació original del repartiment de l'espectacle el 3 de maig de 2011.

### Gira pel Regne Unit (2017)
El musical es va estrenar a Europea a l'Edinburgh Playhouse el gener de 2017, que va marcar l'inici d'una gira pel Regne Unit. La producció va ser dirigida per Lotte Wakeman amb un llibre revisat escrit per Ava Eldred La producció va ser protagonitzada per Kerry Ellis com Alice, Wendi Peters com la Reina de cors, Natalie McQueen com el Barreter boig i Dave Willetts com el Conill blanc. Originalment, Carolyn Maitland va ser elegida per interpretar els alternatius d'Alice i Barreter boig. Maitland es va retirar abans dels assajos a causa dels desacords amb el productor i la productora Wonderland the Musical Ltd pel que fa al seu contracte. En determinats llocs, el paper d'Alice va ser interpretat per Rachael Wooding.
El juliol de 2017 es van cancel·lar les 24 representacions restants. La setmana passada a Swansea es va cancel·lar primer a causa de "problemes tècnics continus", però el pla era continuar a Wolverhampton, Richmond i Bournemouth. El 28 de juliol de 2017, una declaració de la productora Wonderland the Musical Ltd va dir: "Amb efecte immediat i amb el cor pesat, les 24 actuacions restants de Wonderland a Wolverhampton, Richmond i Bournemouth s'han cancel·lat. "La decisió de cancel·lar les tres setmanes finals de el recorregut ha estat difícil i no s'ha pres a la lleugera. No obstant això, després d'una disputa amb un dels antics proveïdors de l'espectacle, els productors de l'espectacle han hagut de considerar els efectes conseqüents per a les dates restants de la gira".

## Trama
La història, a la producció de Broadway, era la següent:

### Acte 1
L'autora Alice Stetson i la seva filla s'acaben de mudar a Queens, New York, perquè l'Alice pugui tenir una mica d'espai del seu marit, Jack. La seva filla petita, Chloe, es lamenta de la mudança i de la desaparició de la seva família, ja que l'Alice assenyala que la seva vida no va en la direcció que esperava ("Worst Day Of My Life"). L'Edwina, la mare de Jack, està preparant el sopar per a la Chloe. L'Alice, que acaba de colpejar el cap amb la llum de l'ascensor de servei de l'edifici, rep el manuscrit del seu llibre infantil de part de les editorials, que l'han rebutjat fredament, dient que és massa fosc per als nens. Lamentablement, fa un comentari que Alícia al país de les meravelles, el llibre que l'Edwina li havia llegit a la Chloe, era fosc. Mentre s'estira, és despertada per un conill blanc que segueix fins al País de les Meravelles ("Down the Rabbit Hole").
Al País de les Meravelles, es troba amb persones i criatures estranyes que van vestits amb els mateixos vestits que se sap que l'Alícia al País de les Meravelles original ("Welcome to Wonderland"). Intenta descobrir per què l'han portat allà i troba una beguda misteriosa ("Drink Me"). Aleshores es troba amb l'eruga, el consell de la qual és seguir els passos d'El Gato (el gat de Cheshire) per esbrinar qui és is ("Advice from a Caterpillar" i "Go With the Flow"). El Gato es creu invisible, però ha perdut el poder; L'Alícia s'assabenta de l'Eruga que els personatges del País de les Meravelles "no tenen cor per dir-li-ho". El Gato la porta al Conill Blanc, quan Cavaller Blanc fa una gran entrada. Ell i els seus companys prometen salvar-la en qualsevol cas ("One Knight") i la conviden a la festa del te ("The Mad Tea Party"). A la festa, el Barreter Boig anuncia amb estil que té la intenció de governar les coses al País de les Meravelles ("The Mad Hatter"). Ella llegeix les fulles de te d'Alice, comentant les males qualitats d'Alice quan la reina arriba. La reina anuncia que ella és la governant i que tots l'han d'obeir, o no us sortirà el cap ("All Hail the Queen"). Alice promet portar a la reina un nou regne: el regne de Queens (una referència a la seva casa a Nova York). El Barreter, enfadat, va amb Morris, la llebre de març, per venjar-se de l'Alice, que és una amenaça per als plans del Barret. El Conill, El Gato, Caterpillar i Jack el Cavaller Blanc accepten ajudar l'Alice a trobar l'ascensor de servei que la va portar fins allà. L'Alice només vol tornar a casa, ja que ella i la Chloe, al seu nou apartament, anhelen com eren les coses ("Home").
El Barreter Boig, que fa servir el nom de "Maddie", i la Llebre de març pugen pel forat del conill fins al dormitori de la Chloe. Convencen a la Chloe perquè els acompanyi per ajudar-los amb el tractament matrimonial d'Alice i Jack per apropar la família ("A Nice Little Walk"). La Chloe va amb ells al País de les Meravelles. No obstant això, el Barreter porta la Chloe a la Terra de l'Espellant com a presonera, el costat del Barreter del regne, que li va donar la Reina de Cors, on captura i converteix els "cervells en tapioca" dels seus presoners. Jack accepta ajudar l'Alice a canvi d'un petó, ja que el Conill Blanc fa esment d'aquesta notícia. Junts, Alice, Jack, Rabbit, El Gato i l'eruga acorden trencar l'Espellant per salvar la Chloe ("Through the Looking Glass").

### Acte 2
Dins de la sala de guerra del Barreter, tanca la Chloe al calabós més alt. També captura l'Eruga, el Gato i el Cavaller blanc mentre lluiten per alliberar l'Alícia (i el Conill). El Barreter declara que guanyarà la seva batalla ("I Will Prevail"). L'Alice es troba davant d'una porta amb màscares de comèdia i tragèdia. Nota a sobre de la porta la paraula "THEATRICAL" (que canvia l'encanteri HATTER i ALICE, amb la lletra "E" girant entre els dos noms) encara que es perd la pista la primera vegada, és quan el Conill li diu a Alícia que es pot girar. enrere el temps simplement "retornant el rellotge". L'Alice li diu al conill que el capturen i que utilitzi el rellotge per salvar tothom. Després que el conill se'n va, l'Alice entra i es troba amb Lewis Carroll (el cavaller victorià). Ell l'anima a escriure alguna cosa que és important per a ella, una cosa que ella somiava ("I Am My Own Invention").
El Barreter lliura la llista d'execucions a la Reina de Cors, 7 decapitacions, amb els noms de 6 dels personatges i una ranura de "comodís" (destinada a la Reina). El Barreter li diu que ella és l'única que pot dir "Fora el cap" amb tant de flair, i convenç a la reina perquè permeti que les decapitacions tinguin lloc a la terra de l'Espellant. La reina es delecta amb la veritat de la seva frase distintiva ("Off With Their Heads"). Lewis Carroll porta l'Alice a una sala de miralls, on creu que ha trobat la Chloe. Tanmateix, s'adona que està parlant amb una jove Alícia. Finalment s'assabenta per què la van portar al País de les Meravelles: per recordar i estimar qui és i qui era ("Once More I Can See").
De tornada a la presó, el Conill és capturat. Quan Morris, la Llebre de març demana els objectes de valor que vol que els guardin, li lliura el rellotge. Quan Jack pregunta per què va ser capturat, explica sobre el rellotge per salvar-los, però els presoners estan consternats per la notícia. Jack li diu al Conill que descarti les seves pors, que recuperaran el rellotge, però hauran d'atacar als mateixos homes que intenten salvar. Derroten els guàrdies de la presó, que són els cavallers de la banda de nens de Jack que es van transformar després que el Barreter els va posar sota el seu control, i els tornen a la seva mentalitat normal quan recuperen el rellotge. Alliberen la resta de guàrdies de l'ordre del Barret, deixant-la indefensa. La banda de nois, Jack, Caterpillar, Rabbit i El Gato salven l'Alice del calabós i aprenen que junts, tot és possible ("Together"). Morris lliura la llista de decapitacions a Jack, on s'assabenten dels plans del Barreter per enderrocar a tothom, inclosa la reina. Quan el Barreter arriba per burlar-se d'Alice amb un enigma final, l'Alícia s'assabenta que el Barreter és l'alter-ego d'ella mateixa. Alícia no va arribar al País de les Meravelles quan se suposava, a causa de la mort de la seva mare i la seva infància arribant al final, més de dues dècades abans. A causa d'això, el Barreter va ser creat a partir de tots els moments dolents que l'Alice ha enfrontat a la seva vida. La reina, assabentant-se del pla del Barreter per decapitar-la, el desterra al món subterrani. L'Alice, que intenta defensar el Barreter, és subjectada a punta de ganivet fins que Jack la salva. Tanmateix, també és portat a l'inframón. L'Alice està contenta de poder marxar amb la Chloe, però els dos es lamenten de la mort de Jack mentre se'n van a casa ("Home (Reprise)")
L'Alice desperta del seu somni quan el seu marit, Jack, arriba amb la nina oblidada de la Chloe i afirma que és la seva síndrome de Cavaller Blanc el que el va portar allà i el seu desig de protegir la seva família ja que es troben sota un nou sostre. L'Alícia l'abraça i s'adona del que té davant els ulls, la família torna a estar junta. Mentre tots es dirigeixen a sopar, ella es queda un moment enrere per escriure el que ha après de les seves aventures al País de les Meravelles, però sobretot el que va aprendre del conill, que el temps és fugaç, i del seu somni: "La màgia ordinària passa. cada dia", i ens envolta de les maneres més senzilles ("Finding Wonderland").

## Personatges i repartiments originals
| Personatge                                      | Lectura (2009)   | Tampa (2009)        | Houston (2010)      | Tampa (2011)          | Broadway (2011)       | U.K. National Tour (2017)   |
| ----------------------------------------------- | ---------------- | ------------------- | ------------------- | --------------------- | --------------------- | --------------------------- |
| Alice Stetson                                   | Lauren Kennedy   | Janet Dacal         | Janet Dacal         | Janet Dacal           | Janet Dacal           | Kerry Ellis/Rachael Wooding |
| Jack the White Knight / The Victorian Gentleman | Ryan Silverman   | Darren Ritchie      | Darren Ritchie      | Darren Ritchie        | Darren Ritchie        | Stephen Webb                |
| Mad Hatter                                      | Nikki Snelson    | Nikki Snelson       | Nikki Snelson       | Kate Shindle          | Kate Shindle          | Natalie McQueen             |
| Caterpillar                                     | N/D              | Eugene Fleming      | Tommar Wilson       | E. Clayton Cornelious | E. Clayton Cornelious | Kayi Ushe                   |
| El Gato                                         | Sean Palmer      | Jose Llana          | Jose Llana          | Jose Llana            | Jose Llana            | Dominic Owen                |
| The White Rabbit                                | Sean McCourt     | Edward Staudenmayer | Edward Staudenmayer | Edward Staudenmayer   | Edward Staudenmayer   | Dave Willetts               |
| Chloe                                           | Julie Brooks     | Julie Brooks        | Julie Brooks        | Carly Rose Sonenclar  | Carly Rose Sonenclar  | Naomi Morris                |
| Queen of Hearts / Edwina                        | Julia Murney     | Karen Mason         | Karen Mason         | Karen Mason           | Karen Mason           | Wendi Peters                |
| Morris the March Hare                           | N/D              | N/D                 | N/D                 | Danny Stiles          | Danny Stiles          | Ben Kerr                    |
| Jabberwock                                      | John Treacy Egan | Tad Wilson          | Tad Wilson          | N/D                   | N/D                   | N/D                         |

## Números musicals
Els números musicals de la producció de Broadway del 2011 són els següents:
| Acte I - Overture † - Orchestra - The Worst Day Of My Life †† – Chloe i Alice - Down the Rabbit Hole † – Alice i Unearthly Voices - Welcome to Wonderland – Alice, Companyia - Drink Me – Unearthly Voices - Advice From a Caterpillar – Caterpillar, Alice i Legs - Go With the Flow – El Gato, Alice, Cats i Kittens - One Knight – Jack the White Knight i Fellow Knights - Mad Tea Party – Companyia - The Mad Hatter – The Mad Hatter i Companyia - Hail the Queen † – The Queen of Hearts i Companyia - Home (as “Home” (Reprise) in the Broadway cast recording) – Alice i Chloe - A Nice Little Walk † – The Mad Hatter, Chloe i Morris - Through the Looking Glass † – Alice, Jack, Caterpillar, El Gato i The White Rabbit | Act II - Entr'Acte †† - Orchestra - I Will Prevail † – The Mad Hatter, Looking Glass Guard - I Am My Own Invention † – The Victorian Gentleman i Alice - Off with Their Heads – The Queen of Hearts i Ladies-in-Waiting - Once More I Can See – Alice - Together † – Jack, Caterpillar, El Gato, i White Rabbit - Home (reprise) † (as “Heroes” in the Broadway cast recording) - Alice, Chloe, El Gato, Caterpillar, i White Rabbit - Finding Wonderland – Alice i Companyia |

† - Canvis de lletra o música, diferents de la gravació del repartiment de Broadway.
†† - No apareix a la gravació del repartiment de Broadway.
Els números "Cat Shoe Shuffle", "Love Begins" i "This Is Who I Am" es van afegir per a la gira del 2017 al Regne Unit.

## Recepció crítica
Ressenyes de Tampa i Houston
John Fleming del St. Petersburg Times va expressar sentiments contradictoris sobre la producció. El va anomenar "una festa visual, amb vestits enlluernadors, dansa meravellosament funky i un disseny de producció cridaner i d'alta tecnologia", va pensar que "està carregat de talent a l'escenari" i va dir que la partitura "compta amb una cançó pop increïblement enganxosa rere una altra. " Va continuar: "Però Wonderland també té un problema: gairebé no té sentit. El llibret necessita una reescriptura important, i no només un retoc aquí i allà. Què poden fer Wildhorn i els seus col·legues... o algú més per portar almenys una mesura de lògica dramàtica del musical decidirà finalment el seu destí". Va sentir que una escena en què l'Alice coneix l'autor Lewis Carroll "sembla ser un intent de donar profunditat emocional a l'espectacle", però "està totalment fora de lloc, com deixar caure una escena d'una de Wildhorn".", i el personatge del Barreter Boig va ser una "víctima del llibre mal concebut" perquè "la història és tan absurda". Va assenyalar que "El Gato i l'eruga de jazz... tenen grans solos per introduir Alícia al país de les meravelles, però després tenen poc a fer la resta de l'espectacle."
Walt Belcher del Tampa Tribune ho va anomenar "un passeig divertit", però va observar: "En aquesta etapa del desenvolupament continu de l'obra, les parts semblen més grans que el conjunt, ja que hi ha personatges i cançons al llarg del camí que emocionen i delecten, però hi pot haver-hi. una o dues balades més de les necessàries". Va pensar que Janet Dacal, com Alice, "tan atractiva en el paper que la seguiríem a qualsevol lloc. Amb una veu forta, grans moviments de ball i talent per a la comèdia, Dacal s'adapta perfectament al paper." Variety va escriure que el musical "ofereix plaers d'un repartiment atractiu, els millors dissenyadors de Broadway i una partitura enganxosa que retorna a Wildhorn a les seves arrels de la música pop", però va sentir que "la història és confusa gairebé des del principi, especialment en el segon acte més desordenat, quan es desvia. al voltant i després es precipita a una conclusió sense emocions... [Encara no hi ha una resolució deliciosa o plena de llàgrimes".
La ressenya de l'execució de Houston a The Houston Chronicle deia: "L'espectacle compta amb l'atractiu de la posada en escena de Boyd, un repartiment talentós liderat per l'estrella viva Janet Dacal i alguns elements de disseny sorprenents, inclòs un ús espectacular de projeccions. ..Wildhorn ofereix la seva marca registrada, el so pop convencional, potenciat per alguns ritmes animats i ganxos enganxosos aquí i allà.... Dacal és una troballa com Alice. El seu cant és fort i segur, es mou bé i projecta una presència atrevida... Les imatges de l'espectacle són el seu fort. Els decorats de Neil Patel són enginyosos, encara que una mica descarats en consistència estilística... Com a treball en curs, Wonderland sens dubte seguirà millorant. Fins i tot tal com està, malgrat totes les deficiències, és probable que agradarà a molts que estaran prou contents amb els seus esclats de flaix, volum i bossa de referències a aquests estimats llibres d'Alice."
Broadway
El show va rebre crítiques negatives. No obstant això, el crític del The New York Times Charles Isherwood va escriure que el musical és "molt inspirador" i que "el llibre mostra flaixos d'humor fresc... amb una història complicada". Les cançons de Wildhorn són una "interpretació competent de diversos estils pop".
L'espectacle va ser un dels pocs musicals nous que no va rebre una nominació a cap premi de teatre important.

## Premis

### Producció original de Broadway
| Any  | Premi         | Categoria                    | Nominat(s)          | Resultat |
| ---- | ------------- | ---------------------------- | ------------------- | -------- |
| 2011 | Premi Astaire | Millor coreògraf de Broadway | Marguerite Derricks | Nominada |